# Hydrobiosis budgei
Hydrobiosis budgei är en nattsländeart som beskrevs av Mcfarlane 1960. Hydrobiosis budgei ingår i släktet Hydrobiosis och familjen Hydrobiosidae. Inga underarter finns listade i Catalogue of Life.